# Deuterophlebia bicarinata
Deuterophlebia bicarinata är en tvåvingeart som beskrevs av Gregory W.Courtney 1994. Deuterophlebia bicarinata ingår i släktet Deuterophlebia och familjen Deuterophlebiidae.
Artens utbredningsområde är Sydkorea. Inga underarter finns listade i Catalogue of Life.